# Jorge Fallorca
Jorge Fallorca (Mortágua, 15 de Junho de 1949 - 3 de Abril de 2014) foi um radialista, tradutor e jornalista português.  
Frequentou o Círculo de Artes Plásticas de Coimbra. Participou em exposições desde 1968. Foi subsidiado pela Secretaria de Estado da Cultura e pela Fundação Calouste Gulbenkian, para a exposição-instalação "Conversa Acabada", sua primeira exposição individual, na Galeria Diferença, Lisboa, 1991. Redigiu o seu próprio espaço na bloga, http://nemsemprealapis.blogspot.com/ através do qual só é possível adquirir os livros que editava.

## Representado em várias antologias, publicou
- Rosa dos Ventos (ed. do autor, 1966, fora do mercado)
- Porque há uma cidade no meio das palavras - tu me disseste um dia (ed. policopiada do autor, 1972, esg.)
- Imitação da Morte dos Outros (& etc., 1976, esg.)
- A Luva In Love (Assírio e Alvim, 1977, esg.)
- assim, (& etc., 1980, esg.)
- Aqui se Reúnem Caçadores Pescadores e Outros Mentirosos (Frenesi, 1983, esg.)
- Alpendre (& etc., 1988)
- Água Tatuada (& etc., 1999, esg.)
- De Lés-a-Lés (Pergaminho, 1999)
- Alcateia (Hugin, 1999)
- Fruta da Época (que inclui alguns dos anteriores títulos, na "versão (quase) original" - frenesi, 2001)
- A cicatriz do ar (Black Sun, 2001; ed. autor revista e aumentada, 2009)
- Entre Chipiona e Tarifa (Teorema, 2002)
- Al-Khaïma (Teorema, 2004)
- Longe do mundo (frenesi, 2004)
- Blues... (& etc., 2010)
- Nem sempre a lápis (tea for one, 2011)
- A mulher descalça (ed. autor, 2011, esg.)
- O livro do fim (ed.autor, 2012)

## Prémios
- IV Concurso Internacional Literário de Primavera/Poesia (Brasil 1999)
- Prémio Literário Cidade do Funchal, Edmundo Bettencourt/Poesia, 2000